# Luxembourg Basketball League
Die Luxembourg Basketball League ist die höchste luxemburgische Basketballliga. Sie wurde im Jahr 1933 gegründet. In den Jahren 2012 bis 2021 trug die Liga aufgrund eines Sponsoring durch das Unternehmen Total den Namen Total League. Vorher war sie lange unter dem Namen Diekirch League bekannt.

## Aktuelle Saison
| Sparta Bartringen     | Bartringen    | Centre Atert                      |
| AB Contern            | Contern       | Hall Sportif „Um Ewent“           |
| T71 Dudelange         | Düdelingen    | Centre Sportif „Rene Hartmann“    |
| Basket Esch           | Esch/Alzette  | Hall Omnisport „Henri Schmitz“    |
| Etzella Ettelbrück    | Ettelbrück    | Hall Omnisports „Frankie Hansen“  |
| Musel Pikes           | Stadtbredimus | Centre Sportif „Jeannot Bonifas“  |
| Amicale Steinsel      | Steinsel      | Hall Omnisports „Alain Marchetti“ |
| Arantia Fels          | Fels          | Hall Sportif Centre Filano        |
| Residence Walferdange | Walferdingen  | Hall Omnisport Prince Henri       |
| Mambra Mamer          | Mamer         | Hall Sportif "Nicolas Frantz"     |
| Kordall Steelers      | Differdingen  | Centre Sportif Fousbann           |
| Grengewald Hostert    | Oberanven     | Centre Sportif "Am Sand"          |

## Titelträger
- 1934: BBC Nitia
- 1935: BBC Nitia
- 1936: BBC Nitia
- 1937: BBC Nitia
- 1938: BBC Nitia
- 1939: BBC Nitia
- 1940: BBC Nitia
- 1940: nicht ausgetragen
- 1941: nicht ausgetragen
- 1942: nicht ausgetragen
- 1943: nicht ausgetragen
- 1944: nicht ausgetragen
- 1945: BBC Nitia
- 1946: BBC Nitia
- 1947: BBC Nitia
- 1948: BBC Nitia
- 1949: BBC Nitia
- 1950: BBC Nitia
- 1951: BBC Nitia
- 1952: Black Boys Kayl
- 1953: BBC Nitia
- 1954: BBC Nitia
- 1955: Etzella Ettelbrück
- 1956: Etzella Ettelbrück
- 1957: Etzella Ettelbrück
- 1958: Sparta Bartringen
- 1959: Rou'de Le'w Kayl
- 1960: Sparta Bartringen
- 1961: Etzella Ettelbrück
- 1962: Etzella Ettelbrück
- 1963: Etzella Ettelbrück
- 1964: Etzella Ettelbrück
- 1965: Etzella Ettelbrück
- 1966: Black Star Mersch
- 1967: Racing Luxemburg
- 1968: Black Star Mersch
- 1969: Sparta Bartringen
- 1970: Etzella Ettelbrück
- 1971: Amicale Steinsel
- 1972: Etzella Ettelbrück
- 1973: Amicale Steinsel
- 1974: Sparta Bartringen
- 1975: T71 Dudelange
- 1976: T71 Dudelange
- 1977: T71 Dudelange
- 1978: Amicale Steinsel
- 1979: Sparta Bartringen
- 1980: Amicale Steinsel
- 1981: Amicale Steinsel
- 1982: T71 Dudelange
- 1983: T71 Dudelange
- 1984: T71 Dudelange
- 1985: T71 Dudelange
- 1986: Sparta Bartringen
- 1987: Sparta Bartringen
- 1988: AB Contern
- 1989: US Heffingen
- 1990: US Heffingen
- 1991: US Heffingen
- 1992: Etzella Ettelbrück
- 1993: Residence Walferdingen
- 1994: Residence Walferdingen
- 1995: Residence Walferdingen
- 1996: US Heffingen
- 1997: Residence Walferdingen
- 1998: Racing Luxemburg
- 1999: Etzella Ettelbrück
- 2000: Racing Luxemburg
- 2001: AB Contern
- 2002: AS Zolver
- 2003: Etzella Ettelbrück
- 2004: AB Contern
- 2005: Sparta Bartringen
- 2006: Etzella Ettelbrück
- 2007: Sparta Bartringen
- 2008: Sparta Bartringen
- 2009: AB Contern
- 2010: T71 Dudelange
- 2011: T71 Dudelange
- 2012: Sparta Bartringen
- 2013: T71 Dudelange
- 2014: T71 Dudelange
- 2015: T71 Dudelange
- 2016: Amicale Steinsel
- 2017: Amicale Steinsel
- 2018: Amicale Steinsel
- 2019: Etzella Ettelbrück
- 2020: Basket Esch
- 2021: T71 Dudelange
- 2022: Amicale Steinsel
- 2023: Basket Esch
- 2024: Amicale Steinsel

### Nach Vereinen
| Rang | Verein                 | Titel | zuletzt |
| ---- | ---------------------- | ----- | ------- |
| 1    | BBC Nitia              | 16    | 1954    |
| 2    | Etzella Ettelbrück     | 15    | 2019    |
| 3    | T71 Dudelange          | 13    | 2021    |
| 4    | Sparta Bartringen      | 11    | 2012    |
| 5    | Amicale Steinsel       | 10    | 2024    |
| 6    | AB Contern             | 4     | 2009    |
|      | Residence Walferdingen | 4     | 1997    |
|      | US Heffingen           | 4     | 1996    |
| 9    | Racing Luxemburg       | 3     | 2000    |
| 10   | Basket Esch            | 2     | 2023    |
|      | Black Star Mersch      | 2     | 1969    |
| 12   | AS Zolver              | 1     | 2002    |
|      | Rou'de Le'w Kayl       | 1     | 1959    |
|      | Black Boys Kayl        | 1     | 1952    |